# Mikael Kyneb
Mikael Rafael Kyneb (født Holst Kyneb 5. marts 1972 i Hobro) er en forhenværende cykelrytter fra Danmark. Efter den aktive cykelkarriere har han arbejdet som behandler og kropsterapeut.